# Élections régionales de 2024 en Ombrie
Les élections régionales de 2024 en Ombrie (en italien : Elezioni regionali in Umbria del 2024) ont lieu les 17 et 18 novembre 2024 afin d'élire le président de la junte régionale et les 20 autres membres de la XIIe législature du conseil régional de l'Ombrie pour un mandat de cinq ans.

## Mode de scrutin
Le conseil et son président sont élus simultanément pour des mandats de cinq ans, en accord avec la loi électorale régionale du 4 janvier 2010. Le président est élu au scrutin uninominal majoritaire à un tour tandis que les 19 sièges composant le conseil sont pourvus au scrutin proportionnel plurinominal avec listes ouvertes et répartition des sièges selon la méthode du plus fort reste à toutes les listes ayant franchi le seuil électoral de 2,5 % des suffrages exprimés. Les électeurs ont la possibilité d'effectuer un vote préférentiel pour l'un des candidats de la liste pour laquelle ils votent, afin de faire monter sa place dans celle-ci. Douze sièges sont cependant attribués d'office à la liste ou coalition du candidat vainqueur à la présidence, donnant au scrutin une finalité majoritaire. Enfin, le président élu ainsi que les candidats à la présidence soutenus par des listes ayant obtenus au moins un siège sont membres à part entière du conseil, ce qui porte le nombre de ses membres à un minimum de 21.

### Répartition des sièges
| Provinces                 | Circ.                     | Sièges | +/-           |
| ------------------------- | ------------------------- | ------ | ------------- |
| Pérouse                   | "Ombrie"                  | 19     | en stagnation |
| Terni                     | "Ombrie"                  | 19     | en stagnation |
| Candidats à la présidence | Candidats à la présidence | 2      | en stagnation |
| Total                     | Total                     | 21     | en stagnation |
|                           |                           |        |               |

## Résultats
|                                     |                                     |            |            |                      |                                          |                                               |         |         |               |               |               |       |  |  |
| Présidence                          | Présidence                          | Présidence | Présidence | Présidence           | Conseil                                  | Conseil                                       | Conseil | Conseil | Conseil       | Conseil       | Conseil       | Total |  |  |
| Candidats                           | Candidats                           | Votes      | %          | Élus                 | Partis                                   | Partis                                        | Votes   | %       | +/-           | Sièges        | +/-           | Total |  |  |
|                                     | Stefania Proietti (Ind.)            | 182 394    | 51,13      | 1                    |                                          | Parti démocrate (PD)                          | 97 089  | 30,23   | 7,90          | 9             | 4             |       |  |  |
|                                     | Stefania Proietti (Ind.)            | 182 394    | 51,13      | 1                    | Mouvement 5 étoiles (M5S)                | 15 125                                        | 4,71    | 2,70    | 1             | en stagnation |               |       |  |  |
|                                     | Stefania Proietti (Ind.)            | 182 394    | 51,13      | 1                    | L'Ombrie de demain                       | 15 084                                        | 4,70    | Nv.     | 1             | 1             |               |       |  |  |
|                                     | Stefania Proietti (Ind.)            | 182 394    | 51,13      | 1                    | Alliance verts et gauche (AVS) (av. Pos) | 13 750                                        | 4,28    | 1,24    | 1             | 1             |               |       |  |  |
|                                     | Stefania Proietti (Ind.)            | 182 394    | 51,13      | 1                    | Pour la paix et la santé publique        | 7 819                                         | 2,43    | Nv.     | —             | en stagnation |               |       |  |  |
|                                     | Stefania Proietti (Ind.)            | 182 394    | 51,13      | 1                    | Ombrie du futur (Az-+E-PSI-PRI)          | 7 402                                         | 2,30    | Nv.     | —             | en stagnation |               |       |  |  |
|                                     | Stefania Proietti (Ind.)            | 182 394    | 51,13      | 1                    | Ombrie civique (av. IV)                  | 5 025                                         | 1,56    | Nv.     | —             | en stagnation |               |       |  |  |
| Total Centre-gauche                 | Total Centre-gauche                 | 182 394    | 51,13      | 1                    | 161 294                                  | 50,23                                         | 13,43   | 12      | 5             | 13            |               |       |  |  |
|                                     | Donatella Tesei (Lega)              | 164 727    | 46,17      | 1                    |                                          | Frères d'Italie (FdI)                         | 62 419  | 19,44   | 9,04          | 3             | 1             |       |  |  |
|                                     | Donatella Tesei (Lega)              | 164 727    | 46,17      | 1                    | Forza Italia (FI)                        | 31 128                                        | 9,69    | 4,19    | 2             | 1             |               |       |  |  |
|                                     | Donatella Tesei (Lega)              | 164 727    | 46,17      | 1                    | Ligue (Lega)                             | 24 729                                        | 7,70    | 29,25   | 1             | 7             |               |       |  |  |
|                                     | Donatella Tesei (Lega)              | 164 727    | 46,17      | 1                    | Tesei pour la présidence                 | 16 023                                        | 4,99    | 1,06    | 1             | en stagnation |               |       |  |  |
|                                     | Donatella Tesei (Lega)              | 164 727    | 46,17      | 1                    | Nous, modérés (NM)                       | 9 229                                         | 2,87    | Nv.     | —             | en stagnation |               |       |  |  |
|                                     | Donatella Tesei (Lega)              | 164 727    | 46,17      | 1                    | Alternative populaire (AP)               | 6 939                                         | 2,16    | Abs.    | —             | en stagnation |               |       |  |  |
|                                     | Donatella Tesei (Lega)              | 164 727    | 46,17      | 1                    | Union de centre (UdC)                    | 1 432                                         | 0,45    | Abs.    | —             | en stagnation |               |       |  |  |
| Total Centre-droit                  | Total Centre-droit                  | 164 727    | 46,17      | 1                    | 151 899                                  | 47,30                                         | 11,54   | 7       | 5             | 8             |               |       |  |  |
|                                     | Marco Rizzo (PC)                    | 3 946      | 1,11       | —                    |                                          | Démocratie souveraine et populaire (DSP)      | 1 793   | 0,56    | 0,42          | —             | en stagnation |       |  |  |
|                                     | Marco Rizzo (PC)                    | 3 946      | 1,11       | —                    | Alternative réformiste                   | 1 286                                         | 0,40    | Nv.     | —             | en stagnation |               |       |  |  |
| Total Rizzo pour la présidence      | Total Rizzo pour la présidence      | 3 946      | 1,11       | —                    | 3 079                                    | 0,95                                          | Nv.     | 0       | en stagnation | 0             |               |       |  |  |
|                                     | Martina Leonardi                    | 1 901      | 0,53       | —                    |                                          | Ensemble pour une Ombrie résistante (PaP-PCI) | 1 556   | 0,48    | 0,34          | 0             | en stagnation | 0     |  |  |
|                                     | Moreno Pasquinelli                  | 993        | 0,28       | —                    |                                          | Front de la dissidence                        | 896     | 0,28    | Nv.           | 0             | en stagnation | 0     |  |  |
|                                     | Giuseppe Paolone                    | 866        | 0,24       | —                    |                                          | Force du peuple (FdP)                         | 763     | 0,24    | Nv.           | 0             | en stagnation | 0     |  |  |
|                                     | Elia Fiorini                        | 840        | 0,24       | —                    |                                          | Alternative pour l'Ombrie                     | 746     | 0,23    | Nv.           | 0             | en stagnation | 0     |  |  |
|                                     | Giuseppe Tritto                     | 837        | 0,23       | —                    |                                          | Humains unis ensemble                         | 729     | 0,23    | Nv.           | 0             | en stagnation | 0     |  |  |
|                                     | Fabrizio Pignalberi                 | 253        | 0,07       | —                    |                                          | Plus d'Italie souveraine                      | 109     | 0,03    | Nv.           | —             | en stagnation |       |  |  |
|                                     | Fabrizio Pignalberi                 | 253        | 0,07       | —                    | Cinquième pôle                           | 67                                            | 0,02    | Nv.     | —             | en stagnation |               |       |  |  |
| Total Pignalberi pour la présidence | Total Pignalberi pour la présidence | 253        | 0,07       | —                    | 176                                      | 0,05                                          | Nv.     | 0       | en stagnation | 0             |               |       |  |  |
|                                     |                                     |            |            |                      |                                          |                                               |         |         |               |               |               |       |  |  |
| Votes valides                       | Votes valides                       | 356 757    | 97,25      |                      | Votes valides                            | Votes valides                                 | 321 138 | 87,55   |               |               |               |       |  |  |
| Votes blancs et nuls                | Votes blancs et nuls                | 10 073     | 2,75       | Votes blancs et nuls | Votes blancs et nuls                     | 45 692                                        | 12,45   |         |               |               |               |       |  |  |
| Total candidats                     | Total candidats                     | 366 830    | 100        | 2                    | Total partis                             | Total partis                                  | 366 830 | 100     | -             | 19            | en stagnation | 21    |  |  |
| Abstentions                         | Abstentions                         | 334 537    | 47,70      |                      |                                          |                                               |         |         |               |               |               |       |  |  |
| Inscrits/Participation              | Inscrits/Participation              | 701 367    | 52,30      |                      |                                          |                                               |         |         |               |               |               |       |  |  |